# V·S·奈波爾
維迪亞德哈爾·蘇拉吉普拉薩德·奈波爾爵士，Kt.，TC（英語：Trinity Cross，簡稱，1932年8月17日—2018年8月11日），又譯為奈保爾，印度裔英國作家，諾貝爾文學獎得主。生於加勒比海特立尼达岛，1950年進入牛津大學攻讀英國文學，畢業後，遷居倫敦，曾任職英國國家廣播公司。
他的作品以小說和遊記居多，《紐約時報》書評曾稱讚他為「世界作家、語言大師、眼光獨到的小說奇才。」他的小說作品《畢斯華斯先生的房子》（A House for Mr Biswas）、《大河灣》（A Bend in the River）被列入20世紀百大英文小說之一。旅遊文學「印度三部曲」——《幽黯國度》、《印度：受傷的文明》及《印度：百萬叛亂的今天》是他在遊記方面的最著名作品。
1990年被英國女王封為下級勳位爵士。2001年獲得諾貝爾文學獎。2018年8月11日在倫敦自宅逝世。

## 私生活爭議
奈波爾跟英國女子佩崔夏·海爾结婚41年，直到她于1996年因癌症去世。在派崔克·富蘭曲撰寫的授权传记中，奈波爾承认虐待妻子以及经常有情妇，甚至承认他可能促成了她的死亡。除了经常在伦敦去找应召女郎以外，奈波爾在1972年开始迷恋已婚英裔阿根廷女子瑪格麗特·莫瑞，而且往往为了跟她旅游而抛弃了自己的妻子。富蘭曲的传记也描述他们关系中的性暴力。奈波爾也往往会在心理上虐待他的妻子，告诉她他很想念他的情妇，但他还表示，他需要他的妻子帮助他编辑他的书籍。佩崔夏去世之后两个月，奈波爾又拋棄情婦，另娶了娜迪拉·奈波爾，一位离過婚的巴基斯坦女记者。

## 作品
有中文書名表示有中譯本。

### 小說
- The Mystic Masseur，1957

《神秘的推拿師》，穆卓芸譯，台北：遠流，2007。
《靈異推拿師》，吳正譯，上海：上海譯文，2007。海口：南海出版公司，2013。（南海版改名《通靈的按摩師》）
- The Suffrage of Elvira，1958

《全民选举》，馬群英譯，海口：南海出版公司，2014。
《艾薇拉投票記》，劉韻韶譯，台北：時報文化，2017。
- Miguel Street，1959

《米格爾大街》，張琪譯，廣州：花城，1992。北京：大眾文藝，2001。台北：遠流，2007。海口：南海出版公司，2013。（南海版改名《米格爾街》）
《米格爾街》，王志勇譯，杭州：浙江文藝，2003。
- A House for Mr. Biswas，1961

《畢斯華斯先生的房子》，穆卓芸譯，台北：遠流，2010。
《畢司沃斯先生的房子》，余珺珉譯，南京：譯林，2002。海口：南海出版公司，2015。
- Mr. Stone and the Knights Companion，1963

《斯通與騎士夥伴》，吳正譯，海口：南海出版公司，2013。
《史東先生與他的騎士夥伴》，葉佳怡譯，台北：時報文化，2017。
- A Flag on the Island，1967

《守夜人記事簿》，吴晟、冯舒奕譯，海口：南海出版公司，2014。
《島上的旗幟》，劉韻韶譯，台北：時報文化，2017。
- The Mimic Men，1967

《模仿者》，蔡安洁譯，海口：南海出版公司，2016。
- In a Free State，1971

《在自由的國度》，孟祥森譯，台北：天下遠見，2002。
《自由國度》，刘新民、施荣根、徐畅譯，上海：上海譯文，2008。
《自由國度》，吳正譯，海口：南海出版公司，2013。
- Guerrillas，1975

《游擊隊員》，張曉意譯，海口：南海出版公司，2013。
- A Bend in the River，1979

《大河灣》，李永平譯，台北：天下遠見，1999。
《河灣》，方柏林譯，南京：譯林，2002。海口：南海出版公司，2014。（南海版改名《大河湾》）
- Finding the Centre，1984
- The Enigma of Arrival，1987

《抵達之謎》，李三沖譯，台北：大塊，2002。
《抵達之謎》，邹海仑、张曙光、张杰譯，杭州：浙江文藝，2004。
《抵達之謎》，蔡安洁譯，海口：南海出版公司，2016。
- A Way in the World，1994

《世間之路》，孟祥森譯，台北：天下遠見，2002。
《世間之路》，杨振同譯，海口：南海出版公司，2016。
- Half a Life，2001

《浮生》，孟祥森譯，台北：天下遠見，2002。上海：上海譯文，2010。
《半生》，吳其堯譯，海口：南海出版公司，2013。
- Magic Seeds，2004

《魔種》，吳其堯譯，上海：上海譯文，2007。海口：南海出版公司，2013。

### 散文及遊記
- The Middle Passage: Impressions of Five Societies - British, French and Dutch in the West Indies and South America，1962

《重访加勒比》，王爱燕譯，海口：南海出版公司，2015。
- An Area of Darkness，1964

《幽黯國度》，李永平譯，台北：馬可孛羅，2000。北京：三聯書店，2003。海口：南海出版公司，2013。
- The Loss of El Dorado，1969

《失落的黃金國》，马群英譯，海口：南海出版公司，2016。
- The Overcrowded Barracoon and Other Articles，1972
- India: A Wounded Civilization，1977

《印度：受傷的文明》，杜默譯，台北：馬可孛羅，2001。
宋念申譯，北京：三聯書店，2003。海口：南海出版公司，2013。
- A Congo Diary，1980
- The Return of Eva Perón and the Killings in Trinidad，1980
- Among the Believers: An Islamic Journey，1981

《在信徒的國度：伊斯蘭世界之旅》，秦於理譯，台北：馬可孛羅，2002。海口：南海出版公司，2014。（南海版改名《信徒的國度》）
- Finding the Centre，1984
- A Turn in the South，1989

《南方的轉折》，陳靜譯，海口：南海出版公司，2016。
- India: A Million Mutinies Now，1990

《印度：百萬叛變的今天》，黃道琳譯，台北：馬可孛羅，2002。北京：三聯書店，2003。海口：南海出版公司，2013。
- Homeless by Choice，與R. Jhabvala及薩爾曼·魯西迪三人合著，1992
- Bombay，與Raghubir Singh合著，1994
- Beyond Belief: Islamic Excursions among the Converted Peoples，1998

《超越信仰》，朱邦賢譯，台北：聯經，2003。海口：南海出版公司，2016。（南海版改名《不止信仰》）
《信仰之外》，胡洲賢譯，台北：馬可孛羅，2016。
- Between Father and Son: Family Letters，Gillon Aitken編輯，1999

《父與子的信》，莊勝雄譯，台北：希代，2003。
《奈保爾家書》，北塔、常文祺譯，杭州：浙江文藝，2006。
《奈保爾家書》，冯舒奕、吴晟譯，海口：南海出版公司，2016。
- Reading & Writing: A Personal Account，2000
- The Writer and the World: Essays，2002

《我們的普世文明》，马维达、翟鹏霄譯，海口：南海出版公司，2014。
- Literary Occasions: Essays，2003

《康拉德的黑暗我的黑暗》，張敏譯，海口：南海出版公司，2014。
- A Writer's People: Ways of Looking and Feeling，2007

《奈波爾的作家論》，麥慧芬譯，台北：馬可孛羅，2009。
《作家看人》，孫仲旭譯，南京：南京大學，2009。海口：南海出版公司，2014。（南海版改名《看，這個世界》）
- The Masque of Africa: Glimpses of African Belief，2010

《非洲的假面劇》，鄭雲譯，海口：南海出版公司，2013。

## 在台灣的引介與研究
使用「台灣碩博士論文系統」搜尋，至2011-04-19為止，以這位作家及其作品為研究對象，有以下幾篇論文：
- 孫英哲，〈漂泊中的清明：奈波爾小說中對後殖民身分認同的再定位〉，國立台灣師範大學英語研究所，2001年碩士論文。
- 劉于雁，〈遷移隱喻：V.S.奈波爾的小說與離散詩學〉，國立台灣師範大學英語研究所，2002年博士論文。
- 傅雋，〈回返的政治：奈波爾作品中的陌生人〉，國立台灣大學外國語文學系研究所，2002年博士論文。
- 林和貞，〈佛斯特的《印度之旅》和奈波爾的《幽黯國度》：對印度的歧異描述之比較〉，國立高雄師範大學英語學系，2003年碩士論文。
- 張麗萍，〈鄉關何處：奈波爾及其文學世界〉，淡江大學英文學系，2003博士論文。
- 邱有諒，〈奈波爾《大河灣》與《畢斯沃茲之屋》中放逐與疏離之探討〉，中國文化大學英國語文學研究所，2003年。
- 陳宜瑛，〈奈波爾在「印度三部曲」中所呈現的敘述策略〉，南華大學文學研究所，2005年碩士論文。
- 張惠菁，〈離散經驗：論析奈波爾《大河灣》的『家』與身分認同〉，國立政治大學外國語文研究所，2005年碩士論文。
- 翁佳萍，〈奈波爾小說《模仿人》《大河灣》《世間之道》之離散經驗〉，高雄師範大學英語學系，2006年。
- 彭婉婷，〈奈波爾《模擬人》小說轉喻存有的虛幻性〉，東吳大學英文學系，2007年碩士論文。
- 李怡嬌，〈奈波爾〈模擬人〉與〈抵達之謎〉中家及離散認同之探討〉，國立彰化師範大學英語學系，2007年碩士論文。
- 李敏芳，〈在離與返家之間：論奈波爾《抵達之謎》中一個流亡者的旅行〉，中興大學外國語文學系所，2008年。
- 張麗蓉，〈奈波爾《浮生》中的認同危機：被殖民者之困境〉，高雄師範大學英語學系，2008年碩士論文。
- 林佩蓉，〈論奈波爾《米格爾大街》中的嘲仿與諧擬〉，台灣大學外國語文學研究所，2009年碩士論文。
- 陳亭宇，〈論奈波爾《大河灣》由殖民共謀到印裔流散者的困境〉，國立中正大學外國文學所，2009碩士論文。